# Özgürcan Özcan
Özgürcan Özcan (Antalya, 10 april 1988) is een Turks voetballer (aanvaller) bij Karşıyaka SK. Voordiens speelde hij bij topclub Galatasaray waar hij naar de eerste ploeg werd gebracht door Gheorghe Hagi in het seizoen 2004-05. Zijn debuut maakte hij in de Süper Lig op 27 oktober 2005 tegen Mersin Idman Yurdu, waarin hij meteen een kopbaldoelpunt maakte. Nadien werd hij door Galatasaray verhuurd aan achtereenvolgens Kayserispor, Gaziantepspor, Sakaryaspor en Çaykur Rizespor.
In 2010 verliet Özcan definitief Galatasaray en verkaste naar Adanaspor. Een jaar later ruilde hij deze club in voor Karşıyaka SK.
Özgürcan won de FIFA Fair Play Award, nadat hij als jeugdspeler de scheidsrechter bekende een doelpunt met de hand te hebben gescoord in de wedstrijd tegen Denizlispor. Hierdoor kreeg hij een gele kaart en werd de goal afgekeurd.